# Iron into Wind (Pears from an Elm)
Iron into Wind (Pears from an Elm) ist ein Musikalbum von Alexander Hawkins. Die am 22. und 23. September 2018 im Aufnahmesaal des Senders SRF 2 in Zürich entstandenen Aufnahmen erschienen im Februar 2019 auf Intakt Records.

## Hintergrund
Iron into Wind (Pears from an Elm) war das zweite Soloalbum des Pianisten nach Song Singular (Babel, 2014). Hawkins sagte in einem Interview, er habe in den Jahren vor den Aufnahmen in seinem solistischen Spiel versucht, sparsamer zu sein, wie viele seiner musikalischen Vorbilder wie Thelonious Monk, Mal Waldron oder Leoš Janáček und, wenn auch sehr oft weniger offensichtlich, Cecil Taylor. Beeinflusst sei er auch von Zeitgenossen wie Craig Taborn, Eve Risser, Kaja Draksler und Kris Davis. Die Vorbereitungen für dieses Album fanden in einer Residenz in Italien statt, als Hawkins 2017 zum Fellow der Civitella Ranieri Foundation ernannt worden war.

## Titelliste

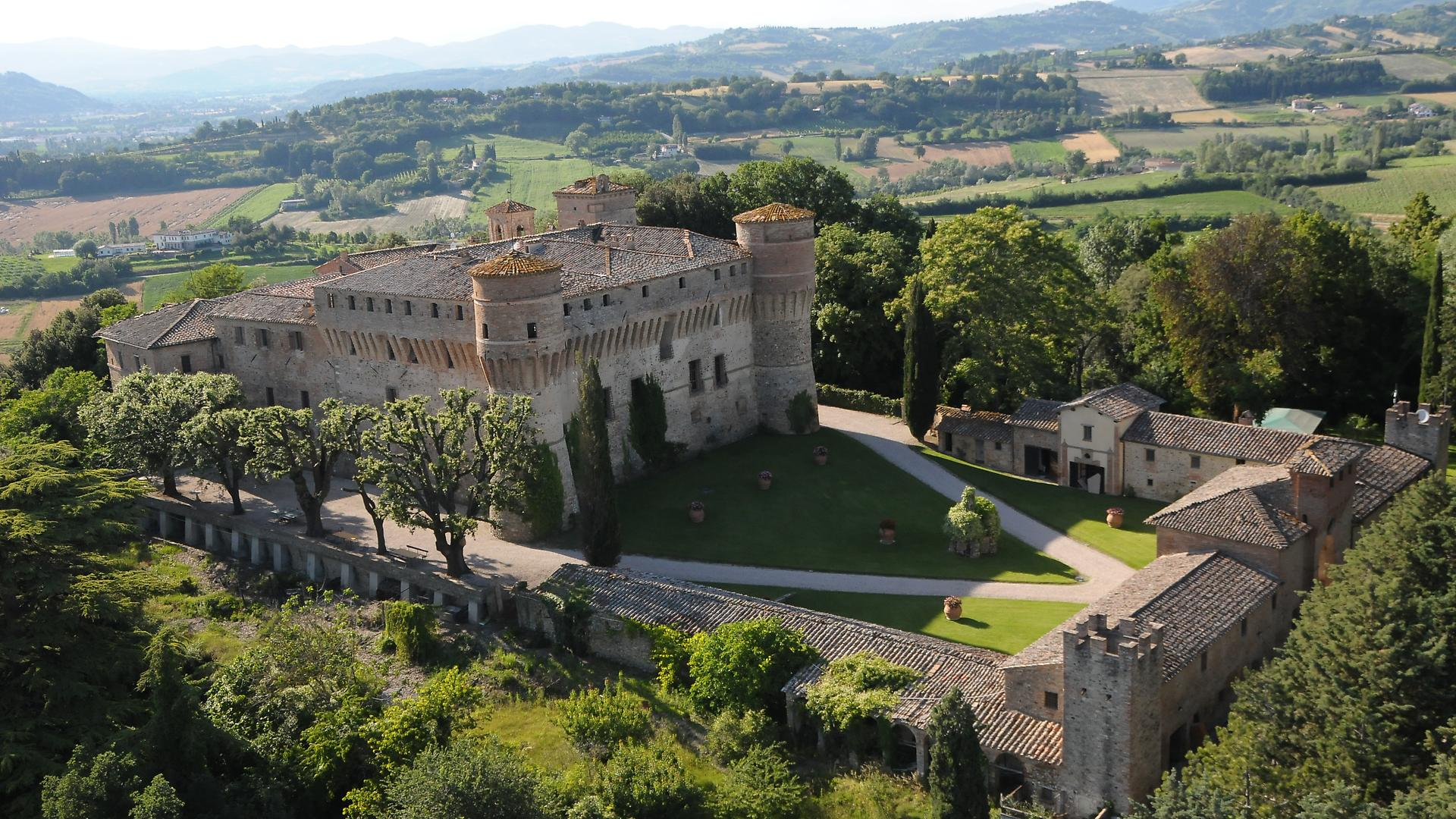
Das Civitella Ranieri in Umbrien, in der die Vorbereitungen für das Album stattfanden

- Alexander Hawkins: Iron into Wind (Pears from an Elm) (Intakt Records CD 330)[2]
  1. Song All the Way, 4:27
  2. Congregational, 4:26
  3. Tough Like Imagination, 4:31
  4. Pleasant Constellation, 4:46
  5. Gossamer Like a Ghost Tree, 3:43
  6. Strange Courage, 5:29
  7. It Should Be a Song, 5:35
  8. Hard as Threads, 3:06
  9. Tumble Mono, 6:08
  10. Wander/Wonder, 6:13
  11. We All Bleed, 4:05
  12. Etude, 4:36
- Alle Kompositionen stammen von Alexander Hawkins.

## Rezeption
Georges Tonla Briquet schrieb in Jazz Halo, wie er all seine Einflüsse verbinde, sei in den zwölf Stücken zu hören, die er in einer von ihm sorgfältig ausgearbeiteten Abfolge zusammengebracht habe. Daraus ergebe sich ein sehr komplexer Prozess, bei dem sich spärliche und unterschiedliche Töne mit extrem dunklen und manchmal chaotischen Passagen abwechseln. Manchmal spiele er sehr offen, manchmal extrem klaustrophobisch und von modular bis repetitiv, so der Autor. Der Pianist selbst vergleiche es „mit einem Spiel zwischen leerem Raum und fester Materie. Hawkins assimiliert, verschmilzt und konfiguriert ein Jahrhundert Klaviergeschichte mit Verbindungen von Jazz und Klassik zur zeitgenössischen Moderne. Eine dystopische Szene mit unglaublichem Live-Potenzial.“

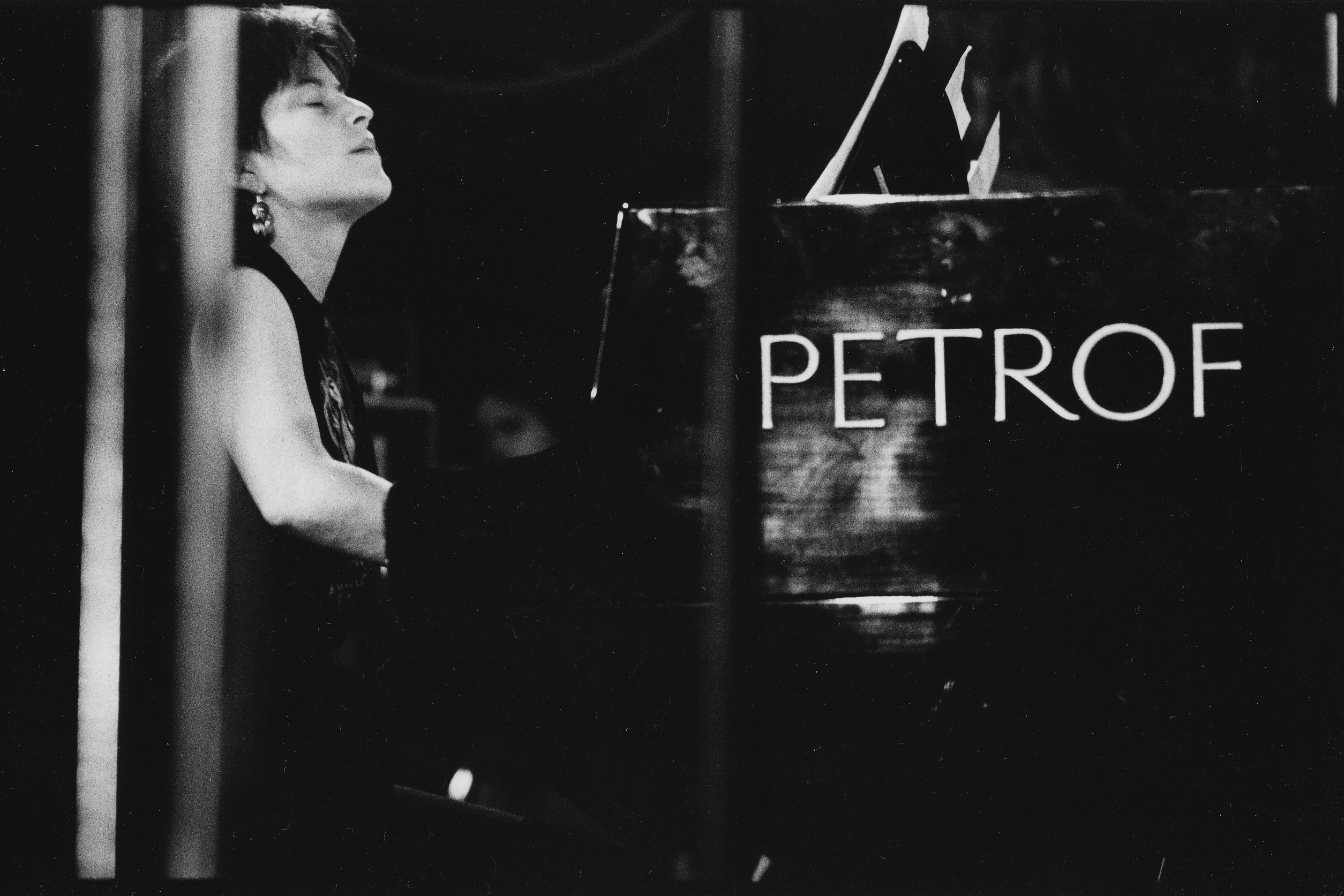
Marilyn Crispell 1984

Nach Ansicht von Colin Clarke (Agora Classical) sei Hawkins ein improvisierender Pianist, dessen Hauptanliegen der Jazz sei, dessen Spiel jedoch eine bemerkenswerte Bandbreite an Referenzen von der modernistischen Komposition bis zur freien Improvisation umfasse. Im Vergleich zu seinem Auftritt 2018 beim Huddersfield Contemporary Music Festival, auf dem er in ähnlich lyrischer Weise wie Bill Evans spielte, seien die Stücke hier anspruchsvoller – aggressiver, weniger lyrisch oder geradlinig swingend. Insgesamt sei es eine faszinierende, individualistische Interpretation der Jazztradition, die den pianistischen Mainstream irgendwie mit Free Jazz und improvisierter Avantgarde verbinde. Hawkins sei von zahlreichen Jazzpianisten beeinflusst – Art Tatum, Thelonious Monk, Cecil Taylor und Marilyn Crispell – klinge aber selten wie einer von ihnen.